# Сюй, Кеннет
Кеннет Сюй (англ. Kenneth Hsü; рожд. Сюй Цзинхуа, кит. 許靖華, Xǔ Jìnghuá, 1 июля 1929, Нанкин) — учёный-геолог, океанограф и палеоклиматолог, член Национальной академии наук США.

## Биография
Сюй Цзинхуа родился в Нанкине в 1929 году. В 1948 году получил степень бакалавра геологии в Национальном центральном университете (Нанкин), после чего продолжил образование в США. В 1950 год получил вторую степень по геологии в Университете штата Огайо, а в 1954 году защитил докторскую диссертацию в Калифорнийском университете в Лос-Анджелесе под научным руководством Дэвида Т. Григгса.
После окончания учёбы Сюй был принят на работу в нефтедобывающей компании Shell Development, вначале как геолог, а затем как руководитель проекта и учёный-исследователь. Проработав в Shell до 1963 года, он стал преподавателем Харпур-колледжа в штате Нью-Йорк, а на следующий год перешёл в Калифорнийский университет в Риверсайде. В 1964 году в автомобильной катастрофе погибла его жена Рут Сюй, родившая ему троих детей; через два года Сюй женился вторично, на уроженке Швейцарии Кристине Ойгстер, которая родила ему ещё одного ребёнка. В 1967 году Сюй начал работу в Швейцарской высшей технической школе Цюриха, где преподавал до 1994 года, дважды за это время занимая должность декана. В эти годы он также был приглашённым профессором в Скриппсовском океанографическом институте Калифорнийского университета в Сан-Диего (1972) и в Калифорнийском технологическом институте (1991).
По окончании работы в Цюрихе Сюй читал лекции в Национальном университете Тайваня (1994—1995), Еврейском университете в Иерусалиме (1995), Берлинском институте передовых исследований (1996) и в Колорадской горной школе (1997). За годы карьеры Сюй возглавлял ряд профессиональных организаций и комиссий, в том числе занимая с 1978 по 1982 год пост президента Международной ассоциации седиментологии. Он также занимал должность главного редактора журнала Sedimentology.
В 1992 году подписал «Предупреждение человечеству».

## Научная работа
За годы научной работы Кеннет Сюй опубликовал свыше 400 правительственных отчётов и статей в научных журналах и сборниках, а также 20 книг, среди которых «Геологический атлас Китая». В сферу его интересов входят седиментология, процессы, связанные с движением литосферных плит (в том числе надвиги и складкообразование), палеоклиматология, мел-палеогеновое вымирание, а также различные аспекты математики.
В конце 1960-х годов Сюй внёс вклад в определение природы меланжа — сложных брекчий глубоководного происхождения, впоследствии переработанных в зонах надвигов и представляющих собой смесь осадочных и вулканических пород с вкраплениями метаморфических пород, выдавленных наверх вдоль зоны субдукции. Исследования, проводившиеся Сюем в Альпах, привели к лучшему пониманию процессов надвига, а его анализ современных процессов преобразования осадочных пород в результате испарения позволил составить представление о происхождении альпийских карбонатов и флишей. Имя Сюя носит изобретённая им диаграмма, позволяющая сравнивать деформации горных пород.
Кеннет Сюй входил в число участников программы глубоководного океанского бурения, осуществлявшейся исследовательским судном Glomar Challenger. Он принимал участие в экспедиции Glomar Challenger в Средиземное море, результатом которой в частности стала выдвинутая им теория кризиса солёности Средиземноморья. Сюй сумел показать влияние значительных изменений уровня Средиземного моря на климат и живую природу этого региона — связь, впоследствии легшую в основу научно-популярной книги «Средиземное море было пустыней» (англ. The Mediterranean Was a Desert).
Исследования катастрофических природных процессов в Средиземноморье, а позднее в районе швейцарского озера Валензе привели Сюя к отрицанию традиционной концепции эволюции как постепенного процесса накопления изменений. В 1986 году он опубликовал статью «Три ошибки Дарвина» в журнале Geology, где в духе неокатастрофизма критиковал Дарвина за отрицание явления массовых вымираний и теорию о том, что разнообразие видов возрастает экспоненциально. В том же году вышла его научно-популярная книга, обосновывающая вымирание динозавров столкновением Земли с кометой. В этой книге Сюй резко критикует идею естественного отбора, называя её абсурдной и заявляя, что её популярность продиктована экономико-идеологическими соображениями. Дальнейшее развитие его антидарвинистские взгляды получили в статье 1989 года «Наука ли дарвинизм?» (англ. Is Darwinism Science?).
Помимо геологии и связанной с ней палеоклиматологии и палеоэкологии, Сюй опубликовал ряд работ в области математики, среди которых «Прикладной анализ Фурье», «Круговые диаграммы в полиномиальном времени» и «Фрактальная геометрия в музыке».

## Признание заслуг
Кеннет Сюй, Гуггенхаймовский стипендиат 1972 года и член Академии Синики — национальной академии наук Тайваня, с 1986 года состоит в Национальной академии наук США по геологической секции как иностранный член. С 1987 года он также является почётным доктором Нанкинского университета (КНР). Сюй награждён медалью Волластона Геологического общества Лондона, медалью Твенхофела Общества экономической палеонтологии и минералогии (обе — 1984), а также медалью Пенроуза Геологического общества Америки (2001).